# AK Březolupy
AK Březolupy – czeski klub żużlowy z Březolupy.

## Historia klubu
Autoklub Březolupy jest obecnie klubem jednosekcyjnym, do 1978 roku klub posiadał także sekcję motokrossową.
Początki drużyny żużlowej datuje się na rok 1964, kiedy to do klubu trafiły motocykle ze zlikwidowanej sekcji żużlowej z Brna, jednak po raz pierwszy drużyna ligowa wystartowała w roku 1967, znajdując się w grupie z Bratysławą i Żarnowicą. Wygrała ona wszystkie mecze – zarówno „w domu”, jak i „na wyjeździe”. W dwóch kolejnych sezonach nie udało się rozegrać zawodów 2. ligi czechosłowackiej na żużlu, w tym czasie ośrodek żużlowy został przeniesiony do Brzecławia.
Powrót ligowego żużla w Březolupach w latach osiemdziesiątych wiąż się z przyjściem do klubu nowego trenera Miloša Plzáka, pod którego okiem karierę zaczynali tacy zawodnicy jak Lubomír Jedek, czy Tomáš Topinka. Prowadzonej przez niego drużynie udało się awansować do ostatniego sezonu rozgrywek czechosłowackiej ekstraligi. Druga połowa lat 90. to najlepszy okres w czasach klubu. W roku 1995 udało się zająć 3. miejsce w rozgrywkach ligowych, a rok później zdobyć wicemistrzostwo, brąz na szyjach zawodników z Moraw zawisł także w 1997 i 1999 roku. W latach 2001–2004 drużyna nie występowała w rozgrywkach ligowych. Od 2005 występuje w 1. lidze czeskiej, którą udało się wygrać w 2009 roku. W zwycięskim składzie występowali Martin Gavenda, Michael Hádek, Martin Málek i Richard Frištenský. W sezonie 2013 drużynę ligową Březolupy wystawiły wspólnie z SC Žarnovica, a od 2014 w lidze występuje drużyna AK Březolupy/Meissen Team z zawodnikami niemieckimi z MSC Meissen.

## Stadion
Na początku lat 60. do pracy na budową toru żużlowego przystąpili pracownicy miejscowego JZD oraz przedsiębiorstwa budowy dróg z Uherskiego Hradišcia. W ramach budowy zużyto 10 tys. m² ziemi, 3 tys. m² gliny, oraz 400m² żużla. Koszt budowy obiektu wyniósł 600 tysięcy koron czechosłowackich. Długość toru wynosi 400 metrów, jego szerokość na prostych wynosi 10 metrów, a na łukach 16,7 metra.
Podczas inauguracji obiektu 19 lipca 1961 na trybunach zasiadło 2500 widzów, indywidualne zawody wygrał pardubiczanin Rudolf Havelka z kompletem punktów i rekordem toru, pozostałe stopnie podium zajęli prażanie Antonin Kasper i Luboš Tomiček.
Bardzo wysoka frekwencja zanotowana została także rok później – 1 lipca 1962 podczas jednego z pięciu finałów o indywidualne mistrzostwo Czechosłowacji. Na Slovackim ovale zjawiło się wtedy 10 000 fanatyków czarnego sportu. Podczas tych zawodów Antonin Kasper ustanowił nowy rekord toru, wynoszący od tego czasu 78,4 sekundy.
Podczas jednego z finałów o indywidualne mistrzostwo Czechosłowacji w 1967 roku po raz pierwszy zawody z obiektu były transmitowane przez telewizję czechosłowacką.
Niepobitym do dziś rekordem publiczności 11 tysięcy widzów było spotkanie reprezentacji Czechosłowacji z drużyną Young England złożoną z młodych żużlowców brytyjskich. Spotkanie to miało miejsce 2 kwietnia 1970.
Od tego czasu na tym wiejskim stadionie miało miejsce dziesiątki różnego rodzaju zawodów żużlowych począwszy od mistrzostw kraju, kwalifikacji, zawodów ligowych i towarzyskich. Z obiektu korzysta także sekcja piłkarska klubu TJ Sokol Březolupy.

## Zawodnicy[1]
| stat. | imię i nazwisko   | nar.   |
| ----- | ----------------- | ------ |
| S     | Martin Gavenda    | Czechy |
| S     | Martin Malek      | Czechy |
| J     | Patrik Mikel      | Czechy |
| J     | Michael Härtel    | Niemcy |
| S     | Mathias Bartz     | Niemcy |
| J     | Richard Geyer     | Niemcy |
| S     | Ronny Weis        | Niemcy |
| J     | Valentin Grobauer | Niemcy |